# Jitka Kubišová

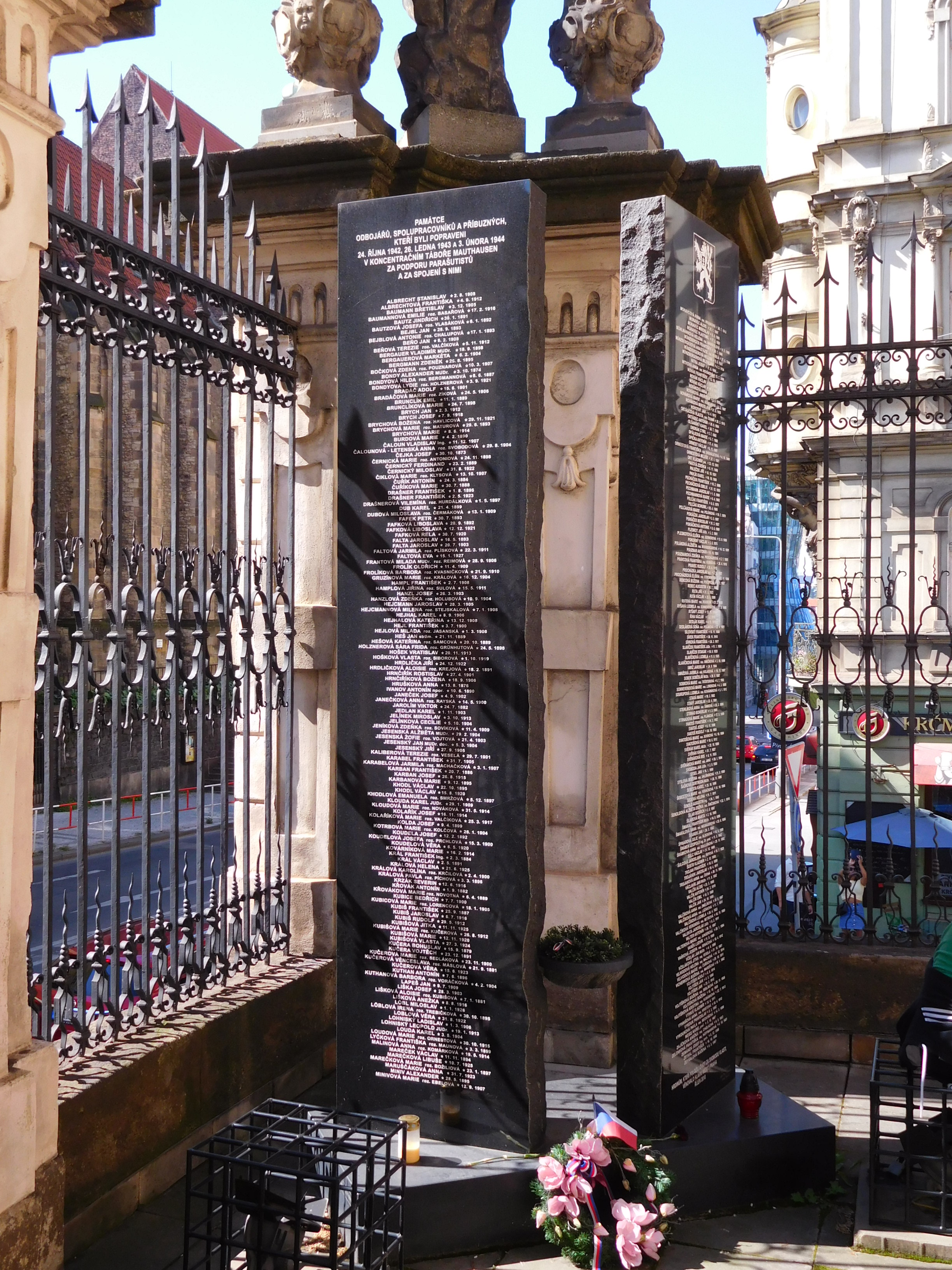
Pomník odbojářům popraveným a umučeným v souvislostí s operací Anthropoid (Resslova ulice)

Jitka Kubišová (11. listopadu 1925 Dolní Vilémovice – 24. října 1942 Koncentrační tábor Mauthausen) byla nevlastní sestrou parašutisty rotmistra Jana Kubiše a na základě této příbuzenské vazby byla zavražděna (spolu s dalšími podporovateli parašutistů ze skupiny Anthropoid) v koncentračním táboře Mauthausen.

## Život
Jitka Kubišová se narodila 11. listopadu 1925 v Dolních Vilémovicích rodičům Františku Kubišovi (* 25. září 1887 Horní Radslavice 14, okres Žďár nad Sázavou – † 24. října 1942 Mauthausen) a Marii Kubišové (rozené Čechové; ovdovělé Dusíkové; * 1885). Jitka Kubišová měla ještě vlastní (pokrevní) sourozence: mladšího bratra Františka Kubiše (* 1928) a dvě starší sestry: Marii Kubišovou (* 12. listopadu 1920 – † 24. října 1942 Mauthausen) a Vlastu Kubišovou (* 27. března 1924 – † 24. října 1942 Mauthausen). Jitka Kubišová byla římskokatolického vyznání. Jako svobodná dívka žila v Blížkovicích.
Jitka Kubišová byla nevlastní sestrou parašutisty rotmistra Jana Kubiše. Gestapo ani jiné německé vyšetřovací orgány (např. kriminální policie nebo Sicherheitsdienst) nikdy nedokázaly, že Jitka byla zapojena jakýmkoliv způsobem do protiněmeckých ilegálních aktivit. Stejně jako mnohým dalším se jí stala osudnou zrada Karla Čurdy (16. června 1942), po které následovala vlna zatýkání. Jitka Kubišová byla zatčena 20. června 1942 jen z důvodu příbuzenské vazby s atentátníkem Janem Kubišem. Dne 29. září 1942 byla v nepřítomnosti stanným soudem v Praze odsouzena k trestu smrti. Z policejní vazby na Karlově náměstí v Praze byla deportována do Malé pevnosti v Terezíně. Dne 23. října 1942 byla převezena do koncentračního tábora Mauthausen a o den později (24. října 1942) ji zde zavraždili v 10.32 střelou z malorážní pistole do týla společně s dalšími spolupracovníky a rodinnými příslušníky atentátníků při fingované zdravotní prohlídce. Bylo jí nedožitých 17 let.

## Poznámka
Německé soudy se v případě odsuzování mladistvých osob, které v době činu nebo odsouzení nedovršily 18 let měly řídit německým zákonem o soudnictví nad mládeží ze 16. února 1923, jehož § 9 jasně definoval nemožnost takovému mladistvému uložit trest smrti ani trest doživotní káznice. Tento paragraf zřejmě zafungoval v případě Jitčina mladšího bratra Františka Kubiše (* 1928), jemuž bylo v roce 1942 pouhých 14 let. V případě Jitky Kubišové měl zafungovat také, ale nestalo se tak.

## Připomínka
Její jméno (Kubišová Jitka *11.11.1925) je uvedeno na pomníku při pravoslavném chrámu svatého Cyrila a Metoděje (adresa: Praha 2, Resslova 9a). Pomník byl odhalen 26. ledna 2011 a je součástí Národního památníku obětí heydrichiády.